# Maria Gvorgyan
Maria Gvorgyan (in armeno Մարիա Գևորգյան; Erevan, 21 dicembre 1994) è una scacchista armena, grande maestro femminile e cinque volte campionessa armena femminile.

## Carriera
Ha imparato a giocare a scacchi a tre anni dal padre, il giornalista sportivo Derenik Gevorgyan. Ha iniziato a frequentare scuole, e successivamente accademie, scacchistiche all'età di sette anni.
Nel 2011 si è classificata 3ª nell'Europeo giovanile nella categoria U18 femminile.
Nel 2012 ha vinto il Campionato armeno U18 femminile, nonché il Campionato europeo giovanile nella stessa categoria.
Nel 2014 e 2015 è stata vice campionessa nazionale. Ha vinto il suo primo Campionato armeno femminile nel 2016 con 8,5 su 9, successo che ha ripetuto nel 2017, 2019, 2020 e 2021.